# Sant Joan Evangelista de Sant Joan la Cella

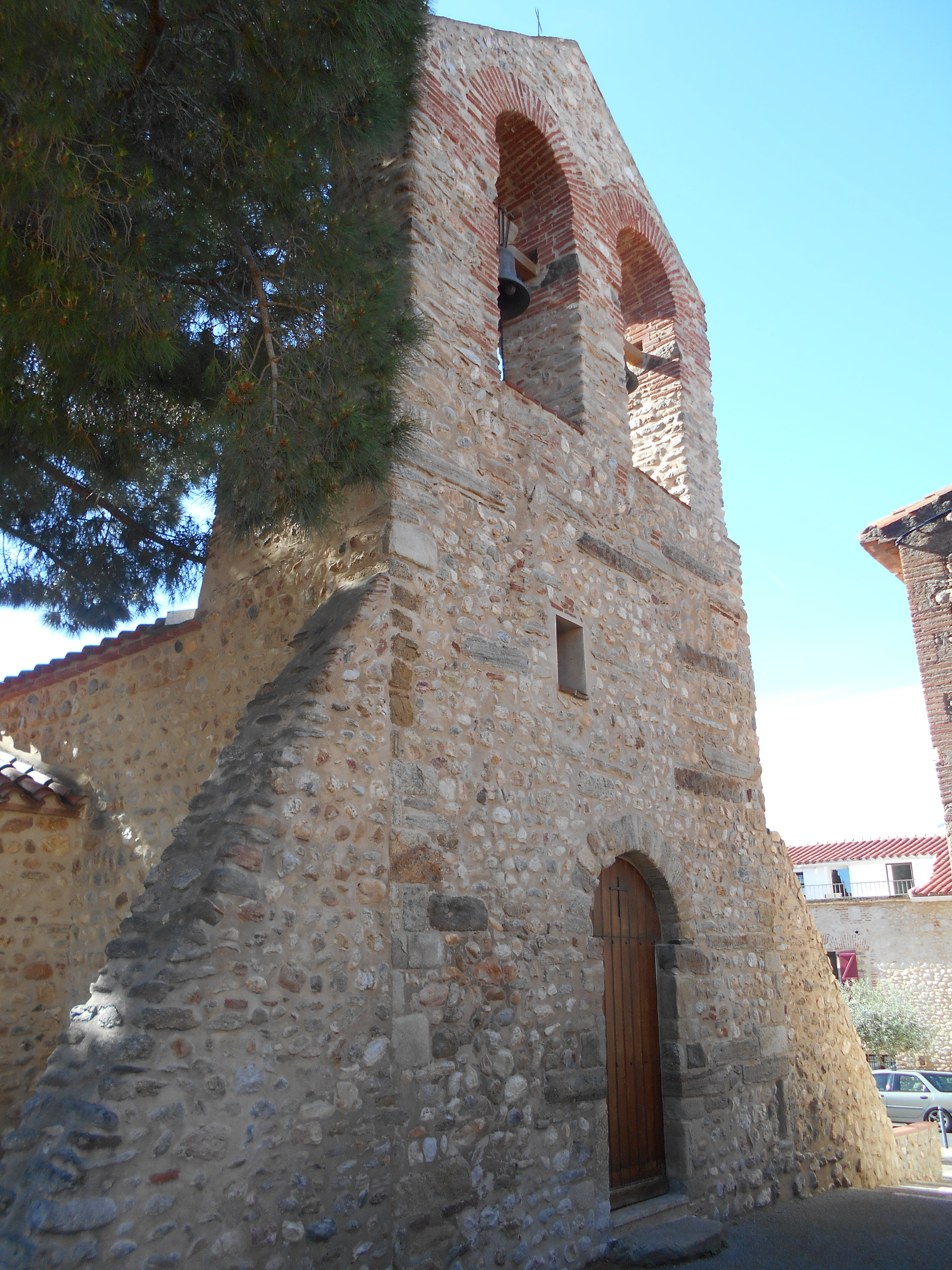
Façana occidental

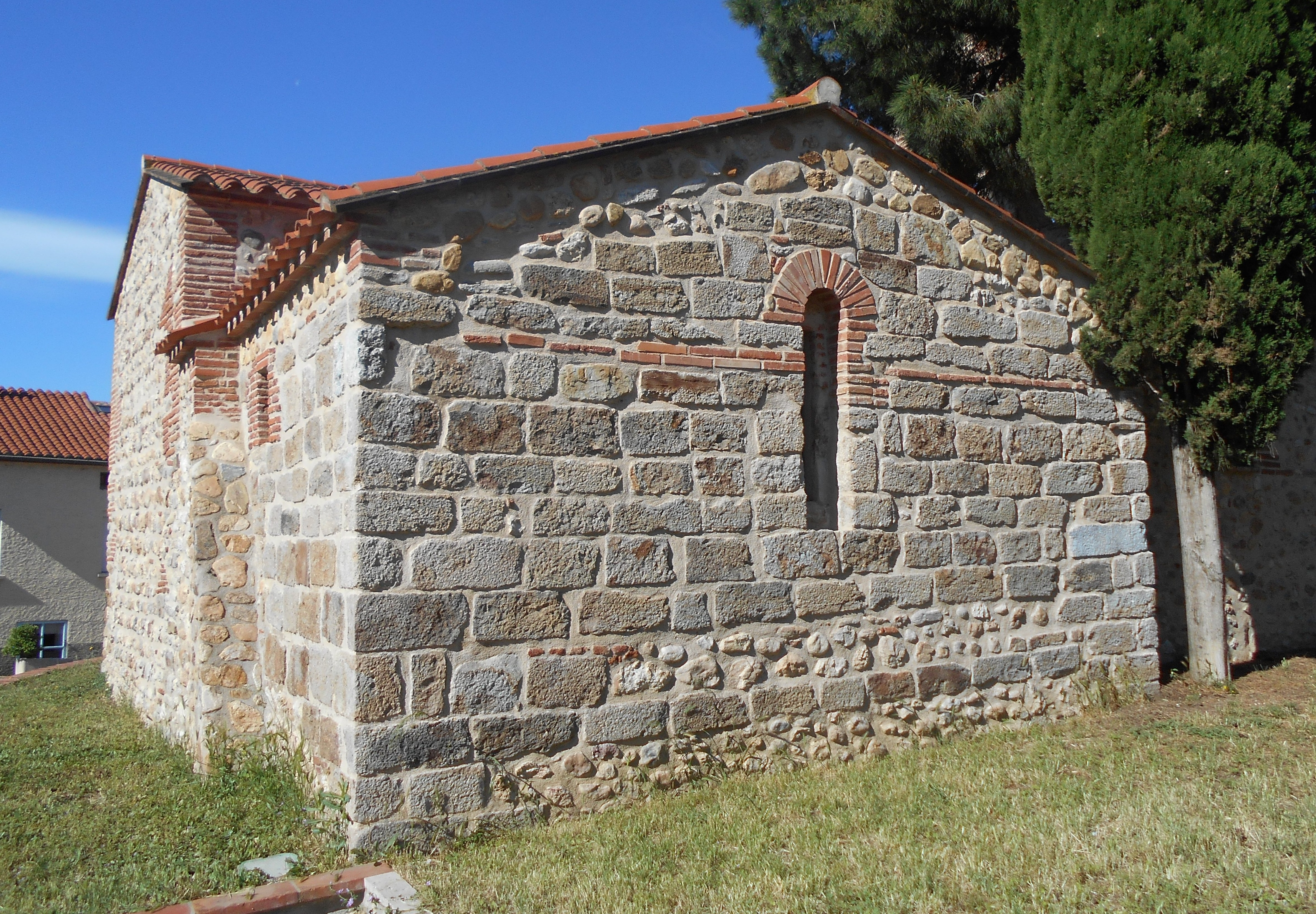
Absis de tradició preromànica

Sant Joan Evangelista de Sant Joan la Cella és l'església parroquial d'origen romànic de la comuna rossellonesa de Sant Joan la Cella, a la Catalunya del Nord.
Està situada al costat nord del centre de la cellera de Sant Joan la Cella, que s'ordenava a l'entorn seu.

## Història
Al voltant de l'any 800 el monjo del monestir de Sant Genís de Fontanes Sentimir fundà diverses cel·les benedictines dependents de Sant Genís, entre les quals la de Sant Joan Evangelista, prop de Banyuls dels Aspres. El 819 Lluís el Piadós confirmava en un precepte al monestir de Sant Genís de Fontanes la possessió d'unes cel·les, entre les quals hi havia la de Sant Joan Evangelista prop de Banyuls, que tenia terres, delmes, primícies i un estany. El 981 el rei Lotari confirmava altre cop aquesta possessió, i en donava la situació, a través de les afrontacions: entre els camins d'Elna a Banyuls dels Aspres, de Brullà a Vilamulaca i de Brullà a Elna, prop del sacellum de Darnac (avui dia, el Mas Tardiu del terme de Brullà). Continuava en mans de Sant Genís de Fontanes la primera part del segle xiv, quan el rei Jaume II de Mallorca en confirmava la possessió. El 1339 Jaume III de Mallorca concedia l'alta justícia civil i criminal de Sant Joan la Cella a Dalmau de Banyuls. Continuà pertanyent als Banyuls fins al 1481, quan Lluís XI va confiscar el senyoriu a Francesc de Banyuls. Fou subhastat i adquirit en encant públic per Llorenç Paulet, burgès de Perpinyà.
Sant Joan la Cella continuà en mans dels Paulet, cognominats de Martí des de la generació següent, fins al 1635. En aquell any retornà a Sant Genís de Fontanes.

## Descripció
L'edifici actual és de base romànica, amb alguns elements preromànics, però molt alterada. La part oriental del temple fou totalment refet el segle xvii, però el tram occidental és d'origen preromànic, amb la porta occidental, del segle ix. La nau original devia tenir una coberta de fusta sobre arcs de diafragma, dels quals s'ha conservat el de més a ponent.
Hi ha també un capitell procedent de Sant Andreu de Sureda, que actualment fa de pica beneitera.